# 菅原英伍

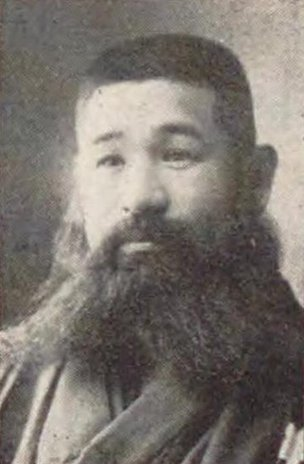
菅原英伍

菅原 英伍（すがわら えいご、1886年（明治19年）6月15日 – 1964年（昭和39年）2月4日）は、日本の衆議院議員（憲政会→立憲民政党）。弁護士。

## 経歴
宮城県栗原郡一迫村（現在の栗原市）出身。1911年（明治44年）に東京帝国大学法科大学独法科を卒業した。弁護士を開業し、仙台弁護士会長、東北弁護士連合会会長を歴任した。また宮城県会議員、同参事会員に選ばれた。
1924年（大正13年）、第15回衆議院議員総選挙に出馬し、当選。第16回衆議院議員総選挙でも再選を果たした。
その他、斎川電気株式会社社長、仙台電気工業株式会社取締役、広瀬電力株式会社監査役などを務めた。